# Tornator
Ab Tornator var ett finländskt skogsindustriföretag.
Tornator grundades 1887 och anlade på 1890-talet under ledning av Eugen Wolff fabriker vid Tainionkoski i Vuoksendalen. Det övertogs 1918 av finländska staten och överläts sedermera till Enso-Gutzeit Oy.